# بجیولد بلیتز
بجیولد بلیتز (انگلیسی: Bejeweled Blitz) یک بازی ویدئویی در سبک بازی ویدئویی معمایی است که توسط PopCap Games و در سال ۲۰۱۱ و در پلت‌فرم‌های اندروید، ایکس‌باکس ۳۶۰، مایکروسافت ویندوز، مک‌اواس، و آی‌اواس منتشر شده‌است.